# Кастаньєда
Кастаньєда (ісп. Castañeda) — муніципалітет в Іспанії, у складі автономної спільноти Кантабрія. Населення — 2121 осіб (2009).
Муніципалітет розташований на відстані близько 320 км на північ від Мадрида, 19 км на південний захід від Сантандера.
На території муніципалітету розташовані такі населені пункти: Ла-Куева, Помалуенго (адміністративний центр), Сокобіо, Вільябаньєс.

## Демографія
Динаміка населення (INE ):

## Галерея зображень

Розташування муніципалітету
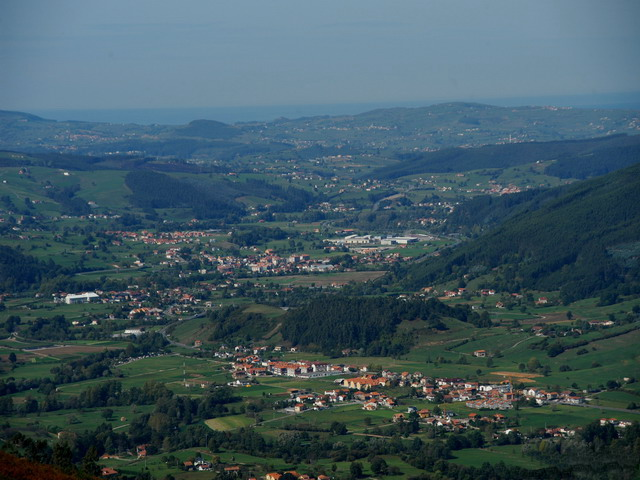
Помалуенго